# 화순 김씨
화순 김씨(和順金氏)는 전라남도 화순군을 본관으로 하는 한국의 성씨이다.
시조 김익구는 조선에서 식년문과에 병과로 급제해 현감을 지냈다.

## 참고 자료
- “화순김씨(和順金氏)”. 뿌리를 찾아서.[깨진 링크(과거 내용 찾기)]